# Greve geral na Palestina

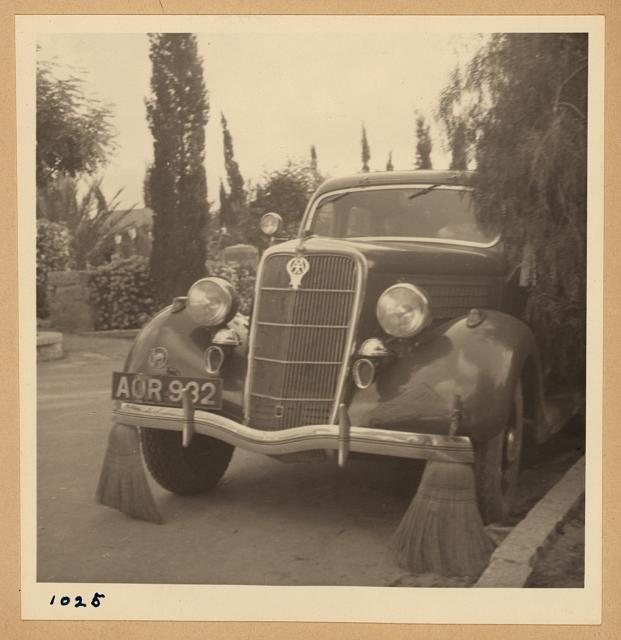
A Grande Revolta Árabe de 1936, um veículo para remover pregos da estrada

A greve geral deflagrada pela população árabe do Mandato Britânico da Palestina teve início em 19 de abril de 1936 e se estendeu até outubro daquele ano, incluindo diversas categorias profissionais dos setores de indústria, transporte e comércio. A greve escalou para atos de violência, dando início à revolta árabe de 1936-1939 na região. Estes protestos representam uma componente da resistência civil pouco documentada, conduzida pela população palestina, a maioria sem participação direta na guerra contra o protetorado britânico. 

## Contexto
Como parte do conflito intercomunitário, alguns líderes árabes tentaram orquestrar boicotes a partir de 1922, com o início oficial do Mandato Britânico para a Palestina. A dissidência árabe foi influenciada pela rebelião qassamita após o assassinato do xeque Izz ad-Din al-Qassam pela Força Policial Palestina em 1935.
No Egito, manifestações antibritânicas em novembro de 1935 levaram à retomada das negociações entre os dois países para um tratado pela independência. Em março de 1936, as autoridades francesas prometeram um governo autônomo no Mandato da Síria como medida para encerrar uma greve geral de 50 dias .

## Linha do tempo
A greve começou em 20 de abril em Nablus, onde um Comitê Nacional Árabe foi formado, e até o final do mês Comitês Nacionais foram instalados em todas as cidades e algumas das maiores vilas, incluindo Haifa, Jenin, Tulkarm e Jerusalém. Em 21 de abril, os líderes dos cinco principais partidos acataram a decisão de Nablus e convocaram uma greve geral de todos os árabes envolvidos na indústria, transporte e comércio para o dia seguinte. 
Embora a greve tenha sido inicialmente organizada pelos trabalhadores e pelos comitês locais, líderes religiosos, famílias influentes e líderes políticos envolveram-se para ajudar na coordenação. Isto levou à formação, em 25 de abril de 1936, do Comitê Superior Árabe (CSA), sob a presidência de Amin al-Husseini. O CSA decidiu "continuar a greve geral até o Governo Britânico mudar sua política atual de maneira fundamental". Suas exigências incluíam: (1) proibir a imigração judaica; (2) proibir a venda de terras árabes para judeus; (3) estabelecer um Governo Nacional subordinado a um conselho representativo. Em 15 de maio de 1936, o Comitê aprovou a greve geral, exigindo o fim da imigração judaica e à isenção geral de impostos.  
A resposta dos britânicos à greve foi impor pesadas multas às vilas e cidades. Na cidade portuária de Jafa, as medidas foram além. Sob pretexto de renovação urbana, os britânicos ordenaram a demolição de centenas de casas na cidade e mais de mil em aldeias vizinhas. Os britânicos também autorizaram a construção de um porto na vizinha Tel Aviv para competir com o Porto de Jafa, que estava em greve.
Comitês de campanha de solidariedade foram formados em Damasco, Bagdá, Cairo e Beirute .
A greve acabou sendo cancelada em novembro de 1936, pelo CSA, sob influência da Grã-Bretanha. O rei Gazi do Iraque, o rei Abdul-Aziz da Arábia Saudita e o emir Abdalá I da Transjordânia apelaram aos trabalhadores para que encerrassem a greve porque, como escreveram em jornais palestinos, "confiamos nas boas intenções de nossa amiga Grã-Bretanha, que declarou que fará justiça".